# Stimulace bradavek

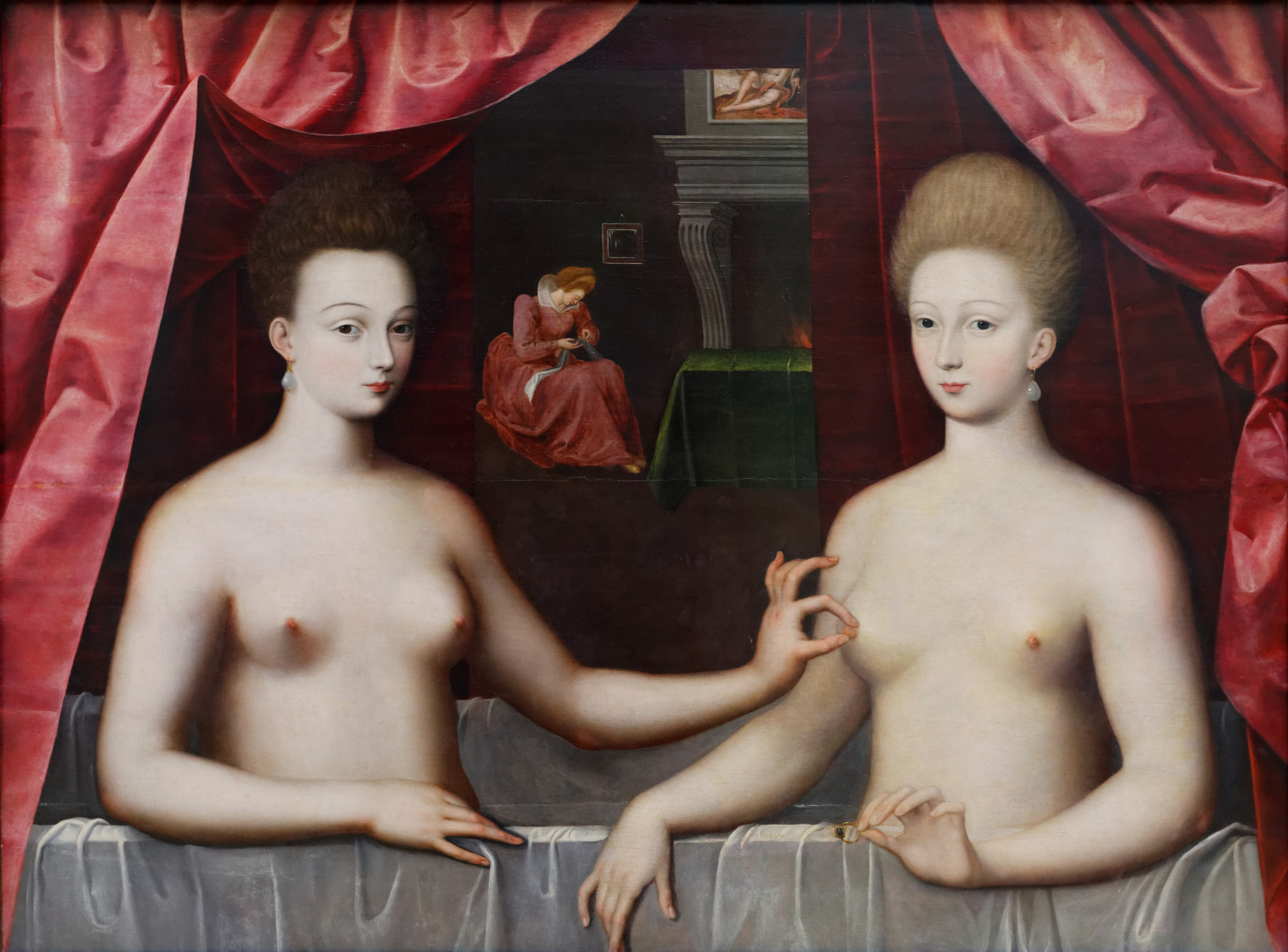
Na obraze Gabrielle d'Estrées a jedna z jejích sester je růžová bradavka Gabrielle d'Estrées tisknuta její sestrou, vévodkyní z Villars, okolo 1594.

Stimulace bradavek nebo stimulace prsů je stimulace, dráždění lidského prsu, které může vyvolat sexuální vzrušení.

## Vývoj a anatomie
Mužská a ženská prsa, bradavky a dvorce se vyvíjejí podobně u plodu a během kojeneckého věku. V pubertě zůstávají mužská prsa zakrnělá, ale ženská se dále vyvíjí, hlavně kvůli přítomnosti estrogenu a progesteronu, a stávají se mnohem citlivějšími než mužská. Menší ženská ňadra jsou však citlivější než ta větší.

## Stimulace
Stimulací prsou může být kojení, některá sexuální aktivita, nebo nepřímá, nesexuální reakce. Stimulace prsou a bradavek partnerky je formou milostné předehry a je běžnou stránkou sexuální aktivity. V rámci sexuálních aktivit může být praktikována na osobě nebo osobou libovolného genderu nebo sexuální orientace. Dráždit bradavky je možné prsty, například třením, hlazením, mačkáním, taháním, dále orálně, například líbáním, sáním, olizováním, popř. kousáním či foukáním, jakož i použitím předmětu či změnou teploty. Někteří lidé dokáží orálně stimulovat své vlastní bradavky.
Stimulace bradavek může vyvolat sexuální vzrušení a vztyčené bradavky mohou být indikátorem sexuálního vzrušení jednotlivce. Mladé dospělé ženy a muži uvádějí, že stimulace prsu může být použita k vyvolání i k zesílení sexuálního vzrušení, a nemnoho žen uvádí, že stimulace bradavek u nich vyvolá orgasmus.
Související, ale daleko méně běžná, sexuální praktika je erotická laktace, spočívající v erotické stimulaci způsobené sáním mateřského mléka.

## Fyziologická odezva

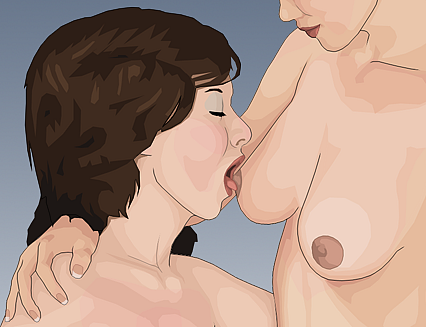
Orální stimulace bradavky

Prsa, a zejména bradavky, jsou erotogenní zóny. Stimulace bradavek může vyvolat sexuální vzrušení a vztyčené bradavky mohou být ukazatelem sexuálního vzrušení jedince. Sexuální partner jednotlivce může považovat takovou erekci za eroticky vzrušující. Průzkum provedený v roce 2006 zjistil, že sexuální vzrušení u přibližně 82 % mladých žen a 52 % mladých mužů se vyskytuje nebo je zesíleno přímou stimulací bradavek, pouze 7–8 % uvádí, že dráždění snížilo jejich vzrušení.
Stimulace ženských bradavek sáním, včetně kojení, podporuje produkci a uvolňování oxytocinu a prolaktinu. Kromě vytváření mateřského citu snižuje sání také úzkost ženy a zvyšuje pocity sblížení a důvěry.
Oxytocin je spojen se sexuálním vzrušením a párovou vazbou, ale vědci se neshodnou, zda kojení obvykle vyvolává sexuální pocity. Erekce bradavek během sexuálního vzrušení nebo kojení jsou způsobeny uvolněním oxytocinu. Erekce bradavek je způsobena kontrakcí hladkého svalstva řízeného autonomní nervovou soustavou a je výsledkem pilomotorického reflexu, který vyvolává husí kůži.
Jen málo žen uvádí, že díky stimulaci bradavek zažívají orgasmus. Před výzkumem stimulace bradavek funkční magnetickou rezonancí (fMRI), který v roce 2011 provedl Komisaruk et al., se zprávy o ženách dosahujících orgasmu stimulací bradavek spoléhaly pouze na neoficiální důkazy. Komisarukova studie byla první, která mapovala ženské genitálie na smyslovou část mozku; naznačuje, že pocity z bradavek putují do stejné části mozku jako pocity z pochvy, klitorisu a děložního čípku, a že tyto popisované orgasmy jsou genitální orgasmy způsobené stimulací bradavek a mohou být přímo spojeny s genitální smyslovou kůrou („genitální oblast mozku“).

## Osahávání prsou a osobní prohlídky

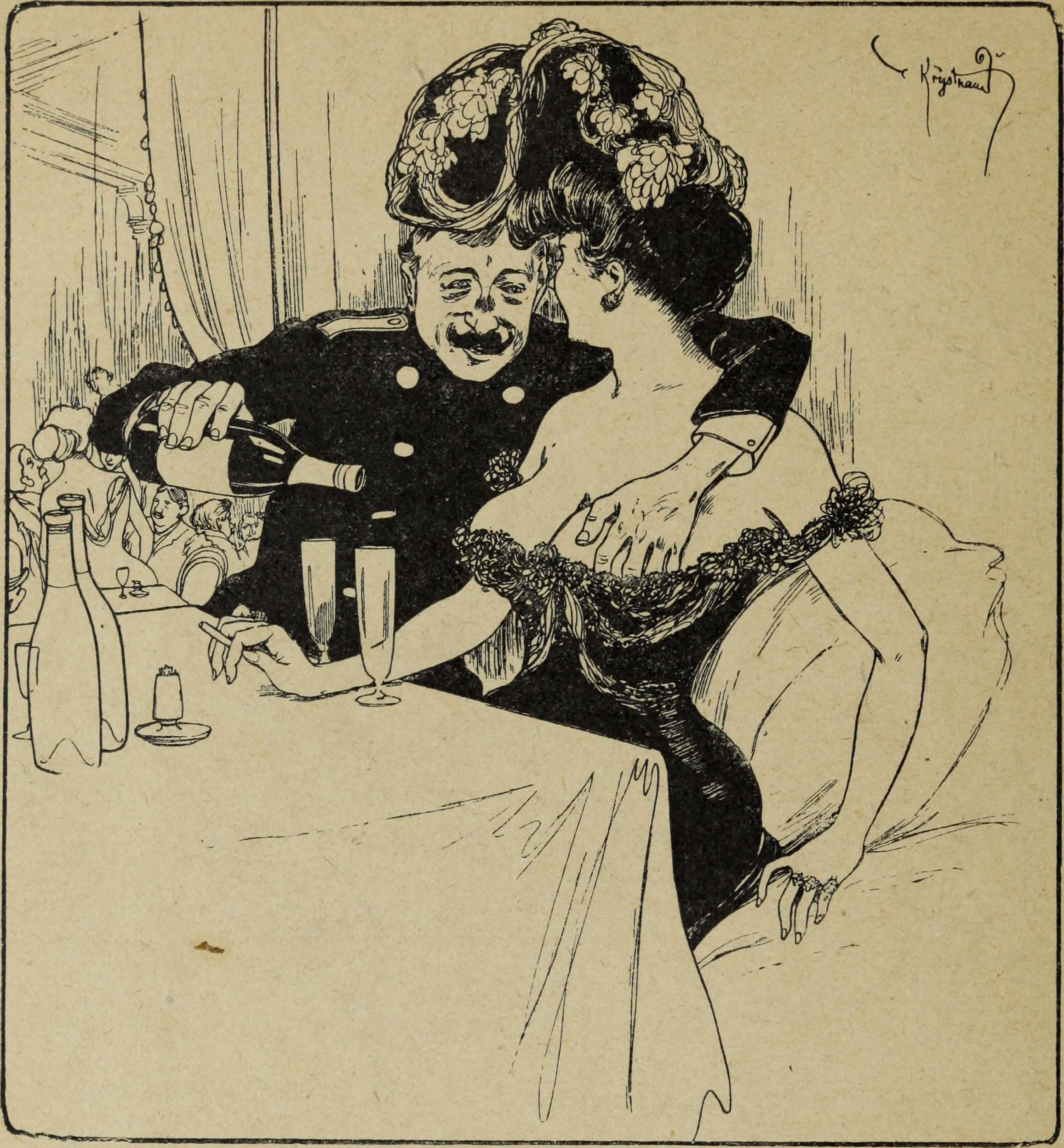
Images galantes et esprit de l'etranger („Gallantní představy a duch cizince“) (1905)

Dokonce i na místech, kde jsou veřejné projevy náklonnosti považovány za přijatelné, je hlazení nebo dotýkání ženských prsou na veřejnosti obecně považováno za osahávání a útok, a je obecně považováno za nepřijatelné. Obzvláště v případě, pokud s tím žena výslovně nesouhlasila. Dotýkání se těla souhlasící ženy během sexuální aktivity, masáže nebo lékařského vyšetření se obvykle nepovažuje za osahávání.
Praxe, kdy jsou ženy na letištích vystaveny osobní prohlídce úředníků jako jsou celníci nebo bezpečnostní kontroloři, je kontroverzní, i když většina žen toto dotýkání neochotně akceptuje jako fakt moderního života. Osobní prohlídky od veřejných činitelů vyžadují jasnou zákonnou oporu. Aby se zmírnily námitky proti praxi, jsou instalovány celotělové skenery, zejména na letištích; ale tato zařízení jsou předmětem jiných výhrad.